# Mansur Barzegar
Mansur Barzegar (Teherán, Irán, 28 de febrero de 1947) es un deportista iraní retirado especialista en lucha libre olímpica donde llegó a ser subcampeón olímpico en Montreal 1976.

## Carrera deportiva

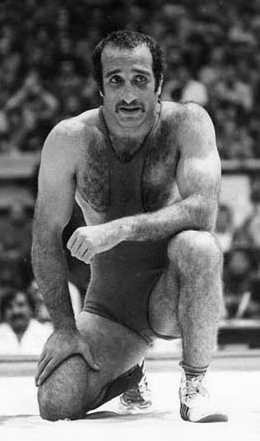
Barzegar en 1979

En los Juegos Olímpicos de 1976 celebrados en Montreal ganó la medalla de plata en lucha libre olímpica de pesos de hasta 74 kg, tras el luchador japonés Jiichiro Date (oro) y por delante del estadounidense Stanley Dziedzic (bronce).